# Plaisians
Plaisians (okzitanisch: gleichlautend) ist ein Ort und eine Gemeinde mit 214 Einwohnern (Stand 1. Januar 2022) im Département Drôme in der südfranzösischen Region Auvergne-Rhône-Alpes. Zur Gemeinde gehört auch der Weiler Les Girards.

## Lage
Der Ort Plaisians liegt an einer Bergflanke am Ende eines abgelegenen Tales im Südwesten des Départements Drôme, nahe der Grenze zum Département Vaucluse in einer Höhe von etwa 640 m; die nächstgrößeren Städte, Nyons und Carpentras, befinden sich rund 35 km (Fahrtstrecke) nordwestlich bzw. 45 km südwestlich.

## Bevölkerungsentwicklung
| Jahr                       | 1800 | 1851 | 1901 | 1954 | 1999 | 2016 |
| -------------------------- | ---- | ---- | ---- | ---- | ---- | ---- |
| Einwohner                  | 669  | 719  | 452  | 166  | 175  | 197  |
| Quellen: Cassini und INSEE |      |      |      |      |      |      |

Der Bevölkerungsrückgang Ende des 19. und in der ersten Hälfte des 20. Jahrhunderts ist im Wesentlichen auf die abgelegene Lage des Ortes und den Verlust an Arbeitsplätzen infolge der Reblauskrise im Weinbau und der Mechanisierung der Landwirtschaft zurückzuführen.

## Wirtschaft
Die Einwohner des Ortes lebten jahrhundertelang als Selbstversorger von der Landwirtschaft (Feldbau und Viehzucht). Auch Wein wurde angebaut; der Ort besitzt auch heute noch das Recht zur Vermarktung seiner Weintrauben über die Appellationen Comtés Rhodaniens, Coteaux des Baronnies, Mediterranée und Drôme; es gibt zwar noch Weinfelder in der Umgebung des Ortes, doch ist nur noch ein Winzer im Ort ansässig. Seit den letzten Jahrzehnten des 20. Jahrhunderts spielt der Tourismus in Form der Vermietung von Ferienwohnungen (gîtes) eine wichtige Rolle im Wirtschaftsleben des Ortes.

## Geschichte
Im 13. Jahrhundert wird der Ort erstmals erwähnt. Guillaume de Plaisians, ein Berater Philipps des Schönen, stammte von hier.

## Sehenswürdigkeiten
- Die Gorges de Clue bilden eine natürliche Festungsmauer und trennen den Ort quasi von der Außenwelt ab.
- Die Häuser des kleinen Ortes sind – obwohl manchmal erst in jüngerer Zeit erbaut – weitgehend aus Bruchsteinen gemauert bzw. mit Bruchstein verkleidet.
- Die einschiffige Pfarrkirche Saint-Blaise wurde vor wenigen Jahren restauriert.
- Auf dem Berg oberhalb des Ortes sind noch Reste einer mittelalterlichen Burg erkennbar.

außerhalb
- Die Kapelle Saint-Roch mit ihrem einfachen Glockengiebel gehört zum Weiler Les Girards und stammt aus dem 16. Jahrhundert.